# Lost Horizon (película de 1973)
Lost Horizon (en España Horizontes perdidos) es una película musical británico-estadounidense dirigida en 1973 por Charles Jarrott y protagonizada por Peter Finch, Liv Ullmann, Sally Kellerman, George Kennedy, Michael York, Olivia Hussey, Bobby Van, James Shigeta, Charles Boyer y John Gielgud.
Es una adaptación musical de la película Lost Horizon de 1937 dirigida por Frank Capra.
La música fue compuesta por Burt Bacharach y las letras de las canciones por Hal David, su colaborador habitual durante la década de los años 60. Se suele citar el fracaso de crítica y público de esta película como el principal desencadenante del final de su colaboración artística a partir de ese momento.